# Günther Hierholzer
Günther Erhard Fritz Hierholzer (* 24. April 1933 in Engen) ist ein deutscher Mediziner und Hochschullehrer. 1995 war er Präsident der Deutschen Gesellschaft für Chirurgie.

## Leben
1953 legte er sein Abitur in Villingen ab und begann sein Medizinstudium an der Universität Freiburg im Breisgau, welches er 1959 mit dem Staatsexamen beendete. 1961 promovierte er mit seiner Dissertation Über den Gehalt der Mäuseniere an energiereichen Phosphaten; Beeinflussung dieser durch Harnstoffbelastung. 
Hierholzer wurde am 1. August 1972 Ärztlicher Direktor am BG Klinikum Duisburg.
1973 habilitierte er zu Klinisch-Experimentelle Untersuchungen zur chronischen posttraumatischen Osteomyelitis und wurde damit 1976 Professor am Universitätsklinikum Essen. 1978 war er Präsident der Deutschen Gesellschaft für Plastische, Rekonstruktive und Ästhetische Chirurgie.
1985 wurde er Präsident der Deutschen Gesellschaft für Unfallchirurgie. Ab 1995 war er Präsident der Deutschen Gesellschaft für Chirurgie.
Hierholzer ist verheiratet und hat vier Kinder.

## Auszeichnungen
- 1956: Stipendium des Deutschen Akademischen Austauschdienstes
- 1994: Ehrenmitglied Vereinigung Niederrheinisch-Westfälischer Chirurgen
- 1998: Bundesverdienstkreuz 1. Klasse
- 2001: Senator auf Lebenszeit der Deutschen Gesellschaft für Chirurgie